# 連続ラジオ朗読劇 博多さっぱそうらん記
『RKB創立70周年記念連続ラジオ朗読劇 博多さっぱそうらん記』（アールケービーそうりつななじゅっしゅうねんきねんれんぞくラジオろうどくげき はかたさっぱそうらんき）はRKB毎日放送（RKBラジオ）が2021年3月29日（月）から2021年9月25日（土）まで放送したラジオドラマ。

## 番組概要
三崎亜記の作。博多が舞台であるSF朗読劇。1890年・市名を福岡市にするか博多市にするかの論争や2016年・博多駅前道路陥没事故を題材にして「博多市と命名する勢力が勝っていた世界」に暮らす主人公たちの周りに起こる摩訶不思議な出来事を描く。

## 放送時間
- 本放送 月曜日 - 金曜日 14:25 - 14:30 （JST。2021年3月29日〜[2]）
- 今週の博多さっぱそうらん記 土曜日 7:00 - 7:30（JST。2021年4月3日〜[2]）

## 出演
- 加隈亜衣
- 松重豊
- 坂田周大

ほか